# Homosexualität in Dänemark

Dänemark

Homosexualität ist in Dänemark heute gesetzlich und gesellschaftlich weitgehend akzeptiert. Die dänischen Parteien Einheitsliste Rot-Grün, die Socialistisk Folkeparti, die Sozialdemokraten, Det Radikale Venstre und die Liberale Allianz unterstützen die Rechte Homosexueller, während sich die Parteien des rechten Flügels weitgehend kritisch äußern.

## Legalität
1933 wurden homosexuelle Handlungen legalisiert. Das Schutzalter liegt bei 15 Jahren und ist heute somit dem Heterosexueller gleichgestellt.

## Antidiskriminierungsgesetze
Es existiert zudem ein Antidiskriminierungsgesetz, welches die ungleiche Behandlung von Personen auf Grund ihrer sexuellen Orientierung verbietet. Auch vom Militärdienst sind homosexuelle Menschen nicht ausgeschlossen.

## Anerkennung gleichgeschlechtlicher Paare

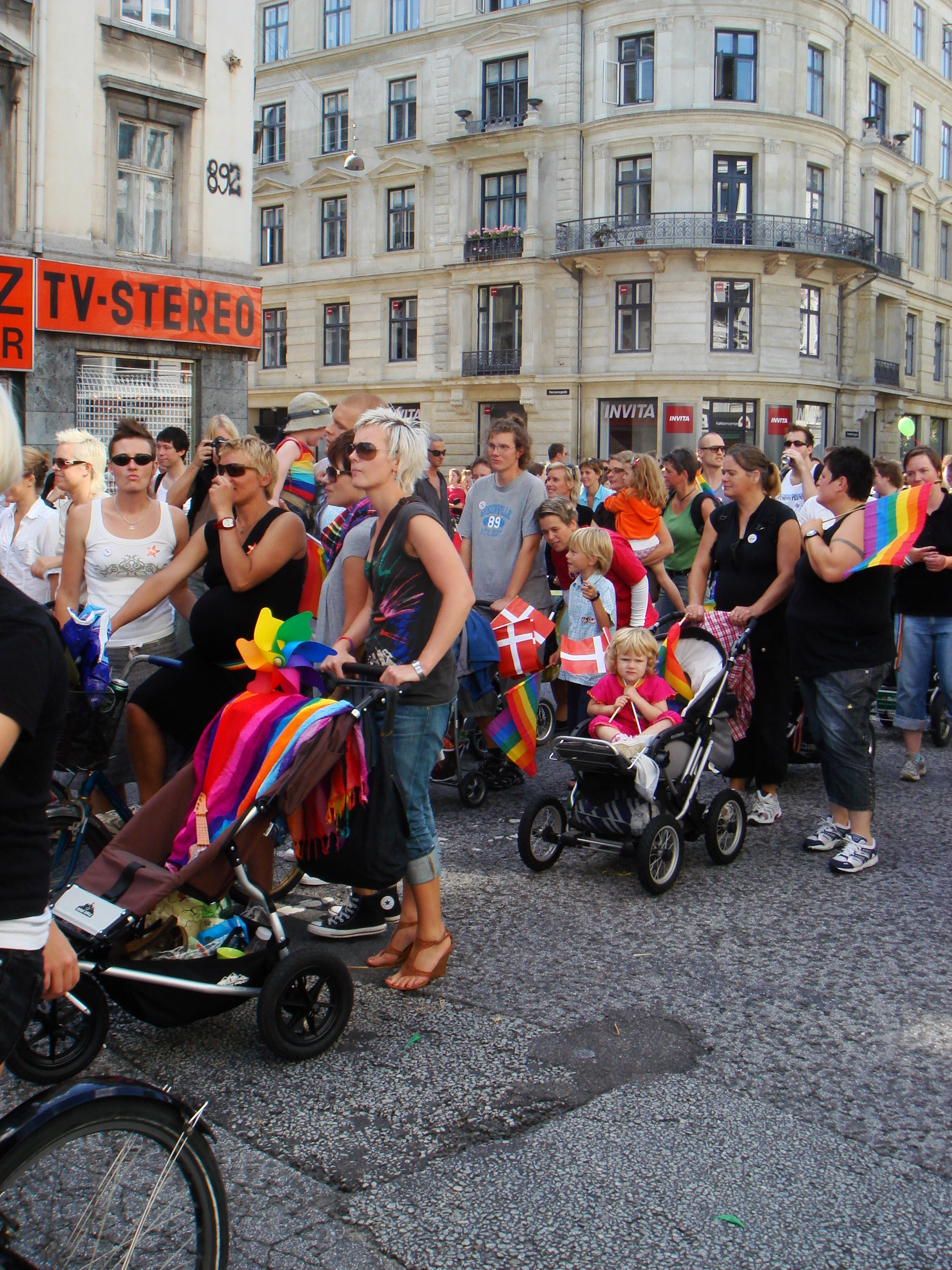
Kopenhagen Pride 2008

Dänemark verabschiedete am 7. Juni 1989 ein Gesetz über Eingetragene Partnerschaften und war damit das weltweit erste Land, in dem die Eintragung gleichgeschlechtlicher Lebenspartnerschaften möglich war.
In gleichgeschlechtlicher Eingetragener Partnerschaft lebenden Menschen ist es gestattet, die biologischen Kinder ihres Partners zu adoptieren. Am 2. Juni 2006 entschied die Mehrheit des Folketing gegen das seit 1997 geltende Gesetz, welches Lesben die künstliche Befruchtung verbot, und erlaubt somit lesbischen Paaren den Zugang zu Samenbanken.
Laut einer Meinungsumfrage innerhalb der Europäischen Union im Jahre 2006 befürworten 69 Prozent der Dänen die gleichgeschlechtliche Lebenspartnerschaft; damit befindet sich Dänemark an dritter Stelle nach den Niederlanden (82 Prozent) und Schweden (71 Prozent).
Dem Adoptionsrecht würden laut der Umfrage 44 Prozent der Dänen zustimmen. Die gemeinschaftliche Adoption nichtleiblicher Kinder durch verpartnerte Paare wurde im dänischen Parlament am 18. März 2009 erlaubt.
Die dänische Regierung unter Ministerpräsidentin Helle Thorning-Schmidt initiierte 2012 die Einführung des Rechts auf gleichgeschlechtliche Ehe. Das Gesetz trat am 15. Juni 2012 in Kraft.
Im Oktober 2015 brachte die dänische Regierung einen Gesetzentwurf, der vorsieht, das Recht auf gleichgeschlechtliche Eheschließung auf Grönland auszuweiten, in das Parlament ein.
Am 1. April 2016 trat das Gesetz zur Eheöffnung in Grönland in Kraft.
Die lutherische Dänische Kirche hat die kirchliche Trauung gleichgeschlechtlicher Paare erlaubt.